# 舌下腺大管
舌下腺大管（英語：major sublingual duct）是舌下腺的排泄管道之一，通常为单条。舌下腺大管位于位于下颌下腺管的外侧，多数情况下与下颌下腺管汇合，共同开口于舌下肉埠。在少数情况下，舌下腺大管也可能单独开口于舌下肉埠。